# Dionisos (gmina)
Dionisos (gr. Δήμος Διονύσου, Dimos Dionisu) – gmina w Grecji, w administracji zdecentralizowanej Attyka, w regionie Attyka, w jednostce regionalnej Attyka Wschodnia. Siedzibą gminy jest Ajos Stefanos. W 2011 roku liczyła 40 193 mieszkańców. Powstała 1 stycznia 2011 roku w wyniku połączenia dotychczasowych gmin: Ajos Stefanos, Drosia, Dionisos i Aniksi oraz wspólnot Stamata i Krioneri Rodopoleos.